# Штайншнайдер, Лилли
Лилли Хелен Штайншнайдер-Венкхейм (венг. Lilly Helene Steinschneider-Wenckheim, также известна как Лилли Штайншнайдер; 13 января 1891, Будапешт — 28 марта 1975, Ницца) — первая венгерка, получившая квалификацию пилота.

## Ранние годы
Лилли Штайншнейдер родилась в Будапеште 13 января 1891 года и была вторым ребенком Ирмы Вор и Берната Штайншнайдера, богатой австрийско-венгерско-еврейской семьи. Её отец владел фабрикой по производству лоскутных одеял, которая поставляла пододеяльники для дома Габсбургов в Австрии, а её мать имела чешское происхождение. Лилли была вторым ребенком в семье Штайншнайдер, у неё был старший брат по имени Хьюго. Мало что известно о первых восемнадцати годах её жизни.

## Лётная карьера
Она научилась летать у инструктора Карла Ильнера в Винер-Нойштадте в августе 1912 года. Она была первой венгеркой и второй женщиной из Австро-Венгерской империи, получившей квалификацию пилота (первой была летчица Божена Лаглерова). Штайншнайдер получила четвертую лицензию пилота в Венгрии. Она летала на Etrich Taube. 6 октября 1912 года она приняла участие в авиашоу в Надьвараде. Она произвела фурор как женщина на собрании лётчиков на аэродроме Асперн в 1913 году. В тот день также летала француженка-пилот Жанна Палье, и обе женщины заняли третье и четвертое места в соревновании по продолжительности.

## Брак и дальнейшая жизнь

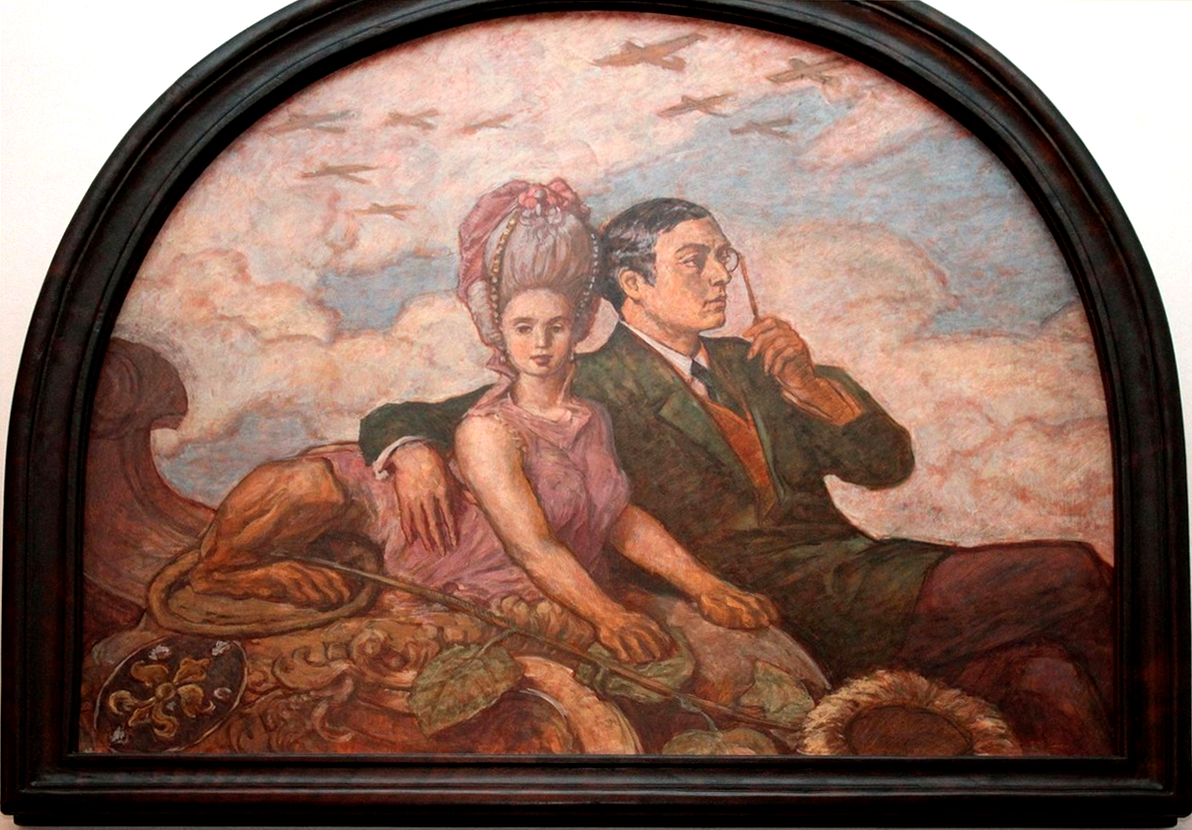
Граф Ханси со своей женой, пионером авиации Лилли Штайншнейдер, изображенный художником Оффнер, Альфред (1879—1947), который какое-то время жил в замке Ронсперг, доме пары

В 1914 году она вышла замуж за Иоганна (Ханси) графа Куденхове-Калерги из семьи Куденхове-Калерги, сына Генриха фон Куденхове-Калерги и Мицуко Аояма, и старшего брата Рихарда фон Куденхове-Калерги.
После замужества она перестала летать и жила со своим мужем в замке Роншперг в Богемии.
В 1927 году она родила дочь Марию Электа Текла Элизабет Кристина Хелен София Куденхове-Калерги, известную как Марина. В 1939 году она и её дочь переехали в Италию из Чехии, чтобы избежать преследований нацистов из-за ее еврейского происхождения.
Она умерла 28 марта 1975 года в Ницце .

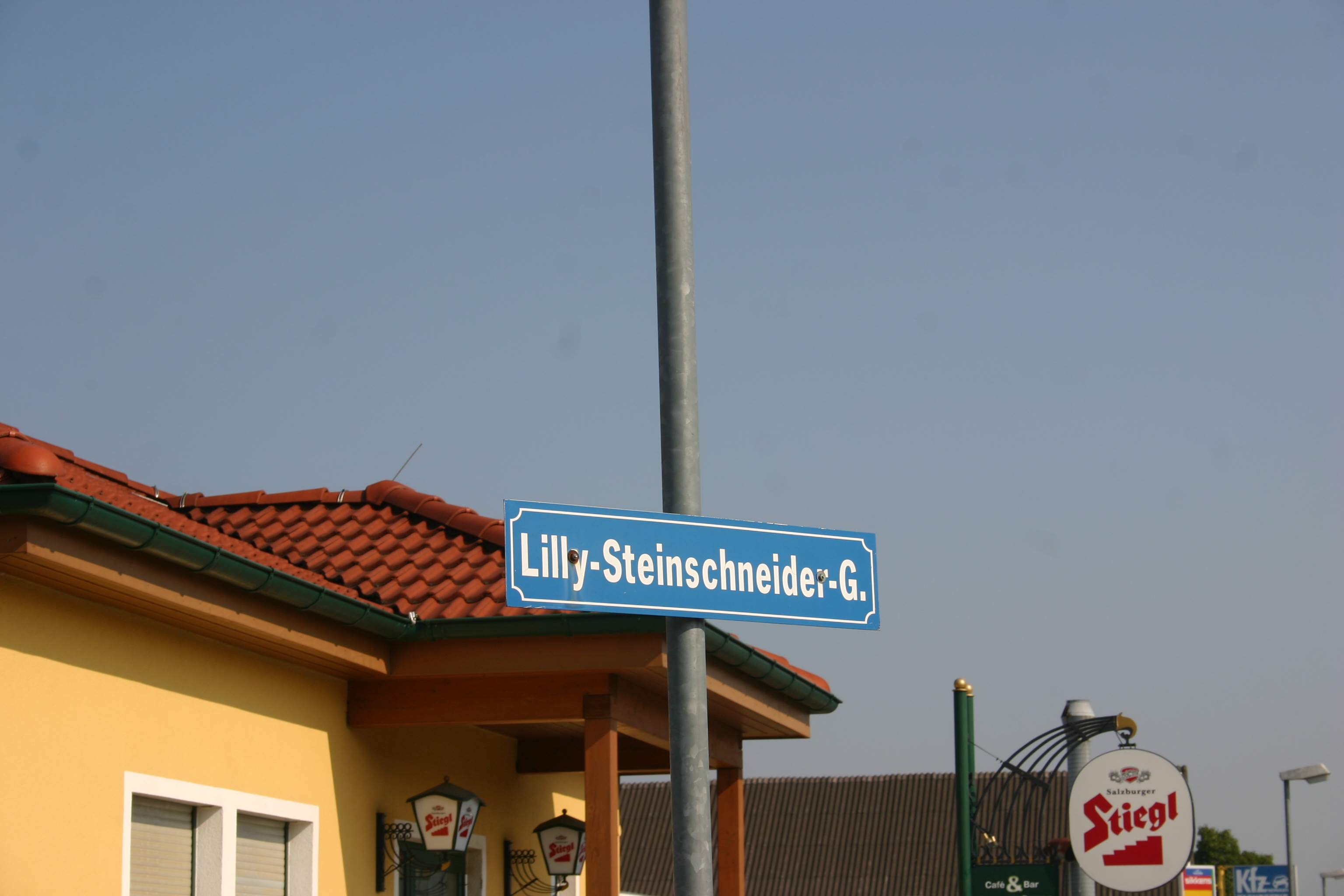
Аллея Лилли Штайншнейдер в Винер-Нойштадте

## Память
В её честь была названа компания Lilly-Steinschneider-Gasse в Винер-Нойштадте, Австрия.
Писатель Бернхард Зецвейн описывает её жизнь и брак с Иоганном графом Куденхове-Калерги в своем романе «Богемский самурай», опубликованном в 2017 году.